# Zonastrild
De zonastrild (Neochmia phaeton) is een klein vogeltje uit de familie van de prachtvinken (Estrildidae), oorspronkelijk afkomstig uit het noordelijk deel van Australië en Nieuw-Guinea.

## Kenmerken
De zonastrild heeft een totale lengte, van kop tot puntje van de staart, van 12,5 - 14 centimeter. De kop, keel en borst zijn karmozijnrood. De rug en de romp zijn gemengd bruin met rood, evenals de staart. De buik is zwart en de flanken zijn wit gevlekt. Bij het vrouwtje is de kleur van de buik geelbruin en het rood van de rug meer roodbruin.

## Verspreiding en leefgebied
Er zijn twee ondersoorten: de nominaat N. p. phaeton en de witbuikzonastrild N. p. evangelinae. De nomiaat komt voor in het noorden van West-Australië, het Noordelijk Territorium en het noordoosten van Queensland. De witbuikzonastrild komt voor in het uiterste noorden van Queensland, op het Kaap York-schiereiland en verder in het zuiden in de "buik" van het eiland Nieuw-Guinea (de Indonesische provincie Papoea en Papoea-Nieuw-Guinea).
De soort telt twee ondersoorten:
- N. p. evangelinae: zuidelijk Nieuw-Guinea en het Kaap York-schiereiland.
- N. p. phaeton: noordelijk en oostelijk Australië.

Het leefgebied bestaat uit vegetaties in de buurt van water zoals riet en soorten schroefpalmen, maar ook in agrarisch gebied en tuinen. 

## Status
De ondersoort N. p. evangelinae is in Australië wettelijk beschermd en heeft de status kwetsbaar. De populatie werd in 2000 geschat op 2000 individuen.
De zonastrild (beide ondersoorten) heeft een groot verspreidingsgebied en daardoor is de kans op de status  kwetsbaar (voor uitsterven) gering. De grootte van de mondiale populatie is niet gekwantificeerd en is een plaatselijk algemene vogel. Om deze redenen staat de zonastrild als niet bedreigd op de Rode Lijst van de IUCN.

## Verzorging als kooivogel
Deze vogel is zeldzaam en daardoor ook kostbaar. Hij is tevens moeilijk te acclimatiseren. Het menu bestaat uit een zaadmengsel voor vinken, miereneieren, af en toe een meelworm en groenvoer.
Water, grit en maagkiezel moeten vanzelfsprekend altijd voorhanden zijn.